# Арні Олівер
Арнольд «Арні» Олівер (англ. Arnold Oliver; нар. 22 травня 1907, Нью-Бедфорд, США — 16 жовтня 1993, там само) — американський футболіст, що грав на позиції півзахисника, зокрема, за клуби «Шошин Індіенс» та «Санто Крісто». По завершенні ігрової кар'єри — тренер.

## Ігрова кар'єра
У футболі дебютував 1925 року виступами за команду клубу «Шошин Індіенс», в якій провів один сезон, взявши участь у 5 матчах чемпіонату.
Своєю грою за цю команду привернув увагу представників тренерського штабу клубу «Нью-Бедфорд Дефендерс», до складу якого приєднався 1926 року. Виграв з «Дефендерс» Аматорський Кубок.
1926 року уклав контракт з клубом «Нью-Бедфорд Вейлерс», у складі якого провів наступний рік своєї кар'єри гравця.
З 1927 року жодного сезонів захищав кольори «Хартфорд Амеріканс». Був одним з головних бомбардирів команди, маючи середню результативність на рівні 0,57 голу за гру першості.
З 1927 року два сезони захищав кольори «Джей енд Пі Коатс». Більшість часу, проведеного у складі «Коатс», був основним гравцем команди. В новому клубі був серед найкращих голеодорів, відзначаючись забитим голом в середньому щонайменше у кожній третій грі чемпіонату.
Згодом з 1929 по 1931 рік грав у складі «Нью-Бедфорд Вейлерс», «Потакет Рейнджерс», «Фолл-Ривер Марксмен», «Провіденс Голд Багс», «Фолл-Ривер» та «Потакет Рейнджерс».
1932 року перейшов до клубу «Санто Крісто», за який відіграв 6 сезонів і завершив професійну кар'єру футболіста в 1938 році.

## Виступи за збірну
За збірну провів всього лише кілька товариських ігор, які не мали офіційного статусу. Він також перебував в розташуванні збірної США на першому чемпіонаті світу, однак так і не зіграв на турнірі.

## Кар'єра тренера
Розпочав тренерську кар'єру, повернувшись до футболу після тривалої перерви, 1966 року, очоливши тренерський штаб університетської команди «ЮМасс Дартмоут».
Помер 16 жовтня 1993 року на 87-му році життя у місті Нью-Бедфорд.

## Титули і досягнення
- Бронзовий призер чемпіонату світу: 1930